# Igor Duljaj
Igor Duljaj (kyrillisch: Игор Дуљај) (* 29. Oktober 1979 in Aranđelovac, SFR Jugoslawien) ist ein ehemaliger serbischer Fußballspieler. Er stand zuletzt beim ukrainischen Fußballverein PFK Sewastopol unter Vertrag. Dieser Club wurde 2014 aufgelöst.
Duljaj ist defensiver Mittelfeldspieler, der aufgrund seiner unauffälligen Spielweise nicht zu den populärsten Spielern seines Landes zählt, aber aufgrund seines effektiven Spieles, seiner ungeheuer guten Kondition und seiner Zweikampfstärke eine wichtige Stütze seiner Nationalmannschaft ist beziehungsweise war.

## Vereinskarriere
Duljaj kommt aus der Jugendschule von Partizan Belgrad und stand von 1990 bis 2004 bei diesem Verein unter Vertrag. 
1997 rückte Duljaj in die erste Mannschaft von Partizan auf. Er stieg bei Partizan zu einer wichtigen Spielerpersönlichkeit auf und half unter anderem mit 1999, 2002 und 2003 Serbischer Meister wurde und 2001 den Serbischen Pokal zu gewinnen. 2003 stand er kurz davor den Verein zu verlassen, entschied sich dann aber doch zu bleiben, um dem Klub den erstmaligen Einzug in die Gruppenphase der UEFA Champions League zu ermöglichen. 2004 wechselte Duljaj schließlich für 4 Millionen € zum ukrainischen Spitzenclub Schachtar Donezk, wo er 2004 und 2008 Pokalsieger wurde und 2005, 2006 und 2008 die ukrainische Meisterschaft gewann.

## Nationalmannschaftskarriere
Sein Debüt in der serbischen Nationalmannschaft, damals noch unter der Bezeichnung Serbien-Montenegro spielend, gab er am 15. November 2000 im Länderspiel gegen Rumänien. Bis 2007 bestritt er 47 Länderspiele, in denen ihm kein einziger Torerfolg gelang. Zudem stand er im Kader seines Landes für die Weltmeisterschaft 2006. In der davor stattfindenden WM-Qualifikation fehlte er aufgrund einer Sperre nur bei einem Spiel.

## Erfolge
- Ukrainische Meisterschaft: 2005, 2006, 2008
- Ukrainischer Pokal: 2004, 2008
- Ukrainischer Superpokal: 2005, 2008
- Serbisch-Montenegrinische Meisterschaft: 1999, 2002, 2003
- Serbisch-Montenegrinischer Pokal: 2001
- UEFA-Pokalsieger: 2009
- Teilnahme an einer WM: 2006 (3 Einsätze)